# Lana (álbum)
Lana (escrito completamente como SOS Deluxe: Lana) é a edição deluxe de SOS, segundo álbum de estúdio da cantora e compositora americana SZA. Foi lançado em 20 de dezembro de 2024, dois anos após o lançamento do disco original, através da Top Dawg Entertainment e da RCA Records. Contando com a participação especial de Kendrick Lamar, o álbum sofreu um atraso de 15 horas devido a ajustes na mixagem de algumas faixas. O lançamento foi precedido pelo single principal "Saturn", que saiu em 22 de fevereiro de 2024.

## Antecedentes
Logo após o lançamento de seu aclamado e comercialmente bem-sucedido segundo álbum de estúdio, SZA começou a dar pistas sobre uma edição deluxe. Em uma postagem no Instagram, ela agradeceu a todos que contribuíram para a realização do álbum. A lista de faixas supostamente continha dez músicas destinadas à edição padrão, de acordo com as informações dadas pela cantora ao Most Requested Live em janeiro de 2023 e à Billboard em fevereiro. Mais tarde, em setembro, ela revelou Lana como o título do álbum.
Fragmentos de várias músicas das sessões de SOS, incluindo o lançamento de sua música no SoundCloud chamada "Joni" (2021), estavam circulando na internet há anos antes do anúncio. Apesar dos pedidos contínuos de SZA e seus fãs para incluir certas faixas muito aguardadas no álbum, o presidente de sua gravadora, Punch, discordou. Isso levou SZA a decidir incluí-las em Lana em vez disso. Posteriormente, ela adicionou à lista provisória algumas músicas gravadas após SOS, como "DTM (Diamond Boy)", que foi gravada em 2023.

## Composição
SZA escreveu e gravou mais de 100 músicas para SOS ao longo de cinco anos. Ela e seu colaborador, o produtor Carter Lang, continuaram a criar novas faixas após o lançamento do álbum, inspirados por momentos esporádicos de criatividade. Em 4 de fevereiro de 2024, dia do Grammy Awards de 2024, SZA disse ao The Hollywood Reporter que o álbum ainda estava "se moldando", pois ela deixou sua voz seguir "qualquer que fosse a frequência [do álbum]", embora ela se recusasse a revelar mais detalhes. Ela concluiu que isso mudaria inadvertidamente sua direção criativa para o álbum.
Durante as sessões para Lana, SZA experimentou um estado mental mais saudável em comparação com o que sentiu ao gravar seus dois últimos álbuns. Sua perspectiva mudou tanto que, em vez de se sentir sobrecarregada por mágoas passadas, ela se sente pronta para seguir em frente e deixar isso para trás. Encontrando consolo em práticas espirituais como meditação e ioga, ela mencionou que seu crescente senso de paz interior se refletiu em sua música e composição:
"Não estou me identificando com minha fragilidade... Sim, experimentei crueldade. Preciso deixar isso para trás em algum momento. Pouco a pouco, minha música está mudando por causa disso, quanto mais leve eu fico."

— SZA, para a edição de dezembro de 2024 da British Vogue.

## Estética e título

### Arte da capa

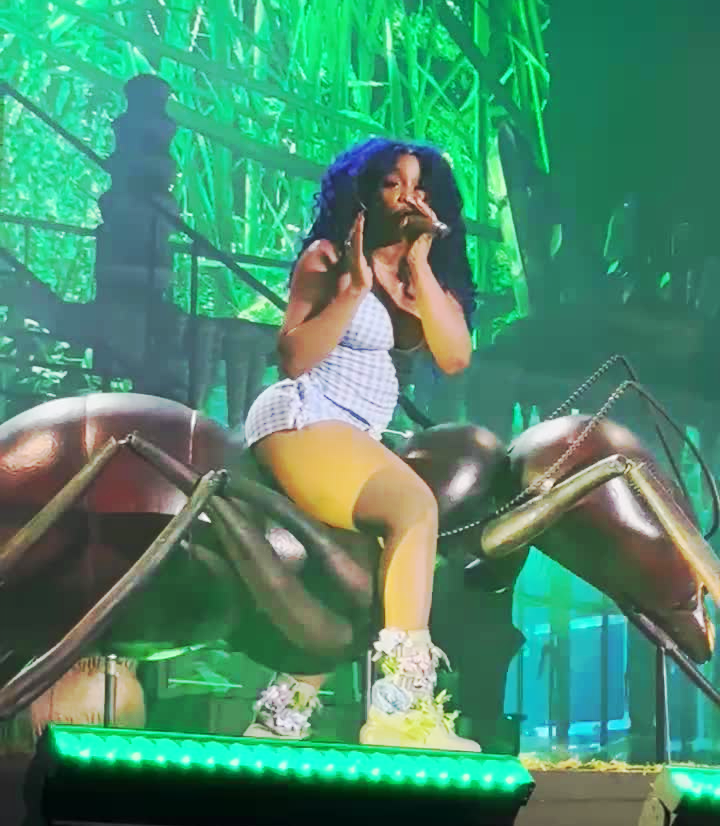
SZA se apresentando em cima de um grande adereço de formiga durante um festival de música em Montreal. A estética de Lana foi provocada durante vários shows em 2024.

Os teasers de Lana indicam que sua estética será centrada na natureza. SZA utilizou fantasias de insetos em várias divulgações, aparecendo em um teaser do álbum durante dois shows e uma aparição especial no Hot Ones. A capa oficial, revelada em 18 de dezembro de 2024, a retrata como uma criatura parecida com um inseto vestindo uma jaqueta camuflada amarela e calças cargo. Ela está no meio da grama alta.
A estética de Lana gira em torno da natureza, em particular dos insetos. SZA começou a divulgar os visuais da reedição em 31 de maio de 2024, compartilhando sua cosplay completa de um inseto via Instagram. Em seu show no BST Hyde Park, realizado em junho, houve vários adereços de palco de insetos, como uma estátua de uma formiga grande. Ela exibiu um vídeo dela em outra fantasia de inseto enquanto a faixa "Crybaby" tocava durante a apresentação. O clipe foi compartilhado novamente nas redes sociais após o show. Quando SZA apareceu no Hot Ones, uma série do YouTube onde os convidados comem várias asas de frango apimentadas, ela usou uma prótese de inseto no rosto.
A arte de capa oficial de Lana mostra SZA como uma criatura parecida com um inseto, vestindo roupas de estilo urbano, uma jaqueta de camuflagem amarela e calças cargo. O fundo é dominado por grama alta. Para alcançar esse visual, SZA usou uma máscara prostética e teve tinta corporal preta aplicada por todo o corpo. A capa foi revelada em 18 de dezembro de 2024 e foi fotografada por Cassidy Meyers.
Seis capas provisórias de Lana foram postadas nas redes sociais em 10 de dezembro de 2023, cinco das quais mostram SZA entre várias flora e fauna. Uma a retrata em uma barraca de camping amarela; em outra, ela usa uma tiara e um biquíni feitos de folhas. Em outras três, ela está lidando com animais de fazenda. As artes da capa foram estilizadas pela colaboradora frequente Alejandra Hernandez. SZA é retratada como uma 'filha da natureza'; seus trajes são especialmente projetados para evocar uma sensação visceral de liberdade. Amel Mukhatar, da British Vogue, descreveu o estilo como Boêmio, referindo-se especificamente aos hipsters afro-americanos não conformistas da década de 1940."

### Título
SZA, cujo nome verdadeiro é Solána, usou um de seus apelidos para dar título ao álbum SOS, e o mesmo aconteceu com Lana. Ela recebeu o apelido "Lana" aos 13 anos, quando planejou tatuar seu primeiro nome. Segundo ela, precisava pagar $10 por letra, mas, tendo apenas $40, decidiu usar apenas as últimas quatro letras de seu nome para sua tatuagem.

## Promoção

### Lançamento
A data de lançamento de Lana está agendada para 20 de dezembro de 2024, embora tenha sido adiada da meia-noite para o início da manhã PST devido a ajustes finais na mixagem do álbum. O álbum será lançado às 12PM PST, com o link para pré-save compartilhado dois dias antes. Em 10 de dezembro, para celebrar o segundo aniversário de SOS, SZA postou um teaser nas redes sociais acompanhado de uma faixa que sampleia "Voyage to Atlantis" dos Isley Brothers. No vídeo, ela é mostrada caminhando pela floresta e urinando ao lado de um riacho. O teaser termina com o título de Lana sobreposto às palavras "SOS Deluxe". Anteriormente, Lana e a edição deluxe deveriam ser diferentes uma da outra.
O anúncio oficial de Lana ocorreu no Brooklyn Navy Yard, durante uma festa surpresa apenas para convidados, celebrando o sucesso de SOS. Durante o evento, SZA apresentou quatro músicas destinadas à edição deluxe: "Saturn", "PSA", "DTM (Diamond Boy)" e "Boy from South Detroit". Ela disse à Variety que o lançamento seria inesperado e se comparou a Frank Ocean e André 3000, afirmando que estava livre para fazer o que quisesse. Ao explicar sua decisão de lançar mais um álbum, comentou que o projeto se tornou maior do que o esperado e descreveu o processo criativo como divertido, sem passar muito tempo "perdida em sua própria cabeça". Em junho de 2024, a revista Time listou Lana como um dos álbuns mais aguardados do ano.
Mais cedo naquele ano, SZA havia insinuado que a reedição seria lançada antes do final do ano, mencionando isso em uma entrevista à British Vogue e em uma transmissão ao vivo no Twitch com Kai Cenat. Mais de um ano antes, ela sugeriu que a reedição estava prevista para meados de dezembro de 2023, o que acabou não acontecendo. Sobre o atraso, Punch explicou que a gravadora teve que adiar a data de lançamento devido ao vazamento de várias faixas de SOS, incluindo algumas destinadas à edição deluxe. Uma das músicas vazadas foi "Joni". Fotos promocionais de Lana também foram postadas nas redes sociais sem permissão. Os vazamentos levaram SZA a decidir separar todas as faixas vazadas e outtakes em um projeto diferente, uma decisão que ela reverteu quando a data de lançamento oficial se aproximou.
O álbum foi lançado 15 horas após a data de lançamento inicial para finalizar a mixagem do álbum.

### Canções teaser
Em 6 de dezembro, SZA compartilhou uma foto de um quadro branco com títulos de possíveis faixas de Lana. Todas as músicas estavam obscuras, exceto "Saturn". Pouco depois da matéria da British Vogue, ela revelou um clipe de um minuto no Instagram, onde fazia freestyle.
SZA provocou várias músicas destinadas a Lana antes de seu lançamento, além de "Diamond Boy (DTM)" e "BMF". A faixa usada no trailer da reedição foi "Kitchen", que contém uma amostra de "Voyage to Atlantis". "Crybaby" foi apresentada em dois shows e provocada online logo após o primeiro terminar.
No entanto, "PSA", que deveria estar em Lana, foi descartada da versão final por Punch. Também foram excluídas "Joni" e a música "Take You Down", que SZA havia anteriormente provocado no Instagram por meio de um vídeo mostrando-a em uma tenda de camping e usando um biquíni vermelho.
Horas após o lançamento da reedição, ela compartilhou conversas de texto entre os dois nas redes sociais, nas quais discutiam a exclusão das faixas. De acordo com a captura de tela, ela havia pedido a Punch permissão para lançar as duas faixas descartadas em breve. Ele respondeu dizendo que ela poderia "dar para [os fãs] no Ano Novo ou no Natal." Devido ao recesso da gravadora durante as festas, as faixas deveriam ser lançadas em uma versão atualizada de Lana em 6 de janeiro de 2025.

### Músicas
Em 6 de dezembro, SZA compartilhou uma foto de um quadro branco que continha possíveis faixas de Lana, com todas as músicas ofuscadas, exceto "Saturn".
As discussões sobre o single principal começaram em 2023, e "DTM (Diamond Boy)" era a primeira escolha. No entanto, sua data de lançamento, e consequentemente a de Lana, foi adiada porque a promoção de SOS ainda estava em andamento com seu single final, "Snooze". O verdadeiro single principal de Lana, "Saturn", foi lançado de surpresa em 22 de fevereiro de 2024, dias após SZA apresentá-la em um comercial do Mastercard durante o Grammy Awards de 2024. A apresentação teve uma forte temática natural, com um cenário de adereços de árvores e flores.
Em 16 de dezembro, SZA provocou o videoclipe de outra faixa da reedição, "Drive", estrelada por Ben Stiller.
SZA também insinuou outras duas músicas que acredita serem de Lana, enquanto falava sobre o álbum em andamento e compartilhava visuais relacionados à natureza. Em 12 de março, ela postou um vídeo no Instagram mostrando-a em uma barraca de camping, vestindo apenas um biquíni vermelho, com a legenda da letra "Never fight over community d". Quando se apresentou em um concerto no BST Hyde Park em 30 de junho, ela exibiu o trailer do álbum na tela do palco antes de dizer: "Novo álbum, vocês estão prontos?" Ela compartilhou o trailer online após o show, cantando a letra de uma música que a mídia chamou de "Storytime". SZA revelou o título oficial como "Cry Baby" no Lollapalooza Chicago em 3 de agosto. Logo após a matéria da British Vogue, ela compartilhou um clipe de um minuto no Instagram freestyleando.

## Recepção da crítica
| Críticas profissionais | Críticas profissionais |
| Pontuações agregadas   | Pontuações agregadas   |
| Fonte                  | Avaliação              |
| ---------------------- | ---------------------- |
| AOTY                   | 79/100                 |
| Avaliações da crítica  |                        |
| Fonte                  | Avaliação              |
| Pitchfork              | 8.8/10                 |
| Rolling Stone          | [ 68 ]                 |
| The Needle Drop        | 7/10                   |
| NME                    | [ 70 ]                 |

}}
Shaad D'Souza, da Pitchfork, em uma resenha que concedeu ao álbum o selo Best New Music, escreveu que, "diferente da mistura exuberante e genérica de seu antecessor, Lana é esteticamente coerente, repleta de sintetizadores analógicos quentes e tempos de baladas soul," e afirmou que ao longo do álbum, "SZA soa totalmente segura em sua capacidade de comandar um público de estádio com músicas que são vagarosas e às vezes insulares." A Rolling Stone escreveu que "Lana é SZA em modo de R&B eletrônica melancólica para a noite, sua imaginação sonora e ferocidade emocional tão vívidas como sempre."

## Desempenho comercial
Nos Estados Unidos, os streams e downloads da primeira semana de Lana ajudaram a devolver SOS ao primeiro lugar na Billboard 200. A Billboard observou que, apenas com as unidades do álbum, Lana teria estreado no topo da parada se fosse lançada como um álbum separado, arrecadando 105.000 unidades equivalentes a álbuns em streams e vendas na primeira semana. Com a reedição, SOS alcançou sua 11ª semana não consecutiva em primeiro lugar, 22 meses após a 10ª – na parada datada de 4 de março de 2023. Assim, estabeleceu o recorde para o maior intervalo entre semanas em primeiro lugar na história da parada.

## Lista de faixas
| Lana           |                                                  |                                                                        |                                                                |         |  |
| N.º            | Título                                           | Compositor(es)                                                         | Produtor(es)                                                   | Duração |  |
| 1.             | "No More Hiding"                                 | Solana Rowe Michael Uzowuru                                            | Michael Uzowuru                                                | 2:42    |  |
| 2.             | "What Do I Do"                                   | Rowe Benjamin Levin Carter Lang Cody Fayne                             | Benny Blanco Carter Lang ThankGod4Cody                         | 2:47    |  |
| 3.             | "30 for 30" (com participação de Kendrick Lamar) | Rowe Kendrick Lamar Bobby DeBarge Greg Williams Anthony Jermaine White | J. White Did It                                                | 4:38    |  |
| 4.             | "Diamond Boy (DTM)"                              | Rowe Uzowuru Lang Declan Miers Tyran Donaldson                         | Lang Uzowuru Scum Solomonophonic Declan Miers                  | 3:37    |  |
| 5.             | "BMF"                                            | Rowe Lang[Blake Slatkin Omer Fedi                                      | Lang Blake Slatkin Omer Fedi                                   | 3:00    |  |
| 6.             | "Scorsese Baby Daddy"                            | Rowe Uzowuru Tyler Johnson                                             | Uzowuru[Tyler Johnson                                          | 2:33    |  |
| 7.             | "Love Me 4 Me"                                   | Rowe Lang Rob Bisel Nick Lee                                           | Lang Rob Bisel Nick Lee                                        | 3:05    |  |
| 8.             | "Chill Baby"                                     | Rowe Calvin Dickinson Julian Fried Justin Raisen Miles McCollum        | Lil Yachty Sad Pony Cade Calvin Dickinson Iseeyou Julian Fried | 2:20    |  |
| 9.             | "My Turn"                                        | Rowe Fayne Bisel                                                       | Bisel ThankGod4Cody                                            | 2:57    |  |
| 10.            | "Crybaby"                                        | Rowe Fayne Lang Miers                                                  | Lang Miers ThankGod4Cody                                       | 4:01    |  |
| 11.            | "Kitchen"                                        | Rowe Fayne                                                             | ThankGod4Cody                                                  | 2:52    |  |
| 12.            | "Get Behind Me (Interlude)"                      | Rowe Uzowuru                                                           | Uzowuru                                                        | 1:48    |  |
| 13.            | "Drive"                                          | Rowe Uzowuru Dylan Wiggins                                             |                                                                | 3:05    |  |
| 14.            | "Another Life"                                   | Rowe Uzowuru Dylan Wiggins                                             | Uzowuru Dylan Wiggins                                          | 3:25    |  |
| 15.            | "Saturn"                                         | Rowe Lang Bisel Jared Solomon Scott Zhang Cian Ducrot                  | Lang Bisel Solomonophonic Monsune                              | 3:06    |  |
| Duração total: | Duração total:                                   | Duração total:                                                         | Duração total:                                                 | 46:02   |  |

| faixas bônus da reedição de 2025 |                                                        |                    |         |  |
| N.º                              | Título                                                 | Produtor(es)       | Duração |  |
| 16.                              | "Joni" (com participação de Don Toliver)               | Bisel              | 2:07    |  |
| 17.                              | "Take You Down"                                        | Suhn ThankGod4Cody | 2:39    |  |
| 18.                              | "Open Arms (SZA song)" (apenas a versão a solo de SZA) | Bisel Halm Uzowuru | 3:35    |  |
| 19.                              | "PSA"                                                  | Bisel Lang Miller  | 1:39    |  |
| Duração total:                   | Duração total:                                         | Duração total:     | 55:22   |  |

Notas
- As faixas bônus de Lana precedem as faixas padrão de SOS.
- "BMF" contém uma interpolação de "Garota de Ipanema", de Tom Jobim e Vinicius de Moraes.[19]
- "30 for 30" contém uma amostra de "I Call Your Name" do Switch, escrita por Bobby DeBarge e Greg Williams.[74]
- "Kitchen" contém uma amostra de "Voyage to Atlantis" dos Isley Brothers, escrita por Rudolph Isley, O'Kelly Isley Jr., Ronald Isley, Ernie Isley, Marvin Isley e Chris Jasper.[75]
- “Joni” contém uma amostra de ‘Angeles’, escrita e gravada por Elliott Smith.[76]

## Tabelas musicais
| Tabelas (2024–2025)                   | Melhor posição |
| ------------------------------------- | -------------- |
| Italian Albums (FIMI)                 | 100            |
| Japanese Hot Albums (Billboard Japan) | 51             |
| Noruega (VG-lista)                    | 4              |